# 雷仙岛草螟
雷仙岛草螟（学名：Omiodes laysanensis），是夏威夷群岛雷仙岛特有的一种啮叶野螟。它们曾被认为已灭绝，但最近的报告表明它们仍生存于该岛上。现时由于雷仙岛草螟具体的种群数量不明且需要进一步的审查，它们被国际自然保护联盟列为数据缺乏。